# Rossillon
Rossillon es una comuna francesa del departamento de Ain, en la región de Auvernia-Ródano-Alpes.

## Demografía
| 136 | 130 | 99 | 96 | 103 | 147 | 148 | 143 |
| Para los censos de 1962 a 1999 la población legal corresponde a la población sin duplicidades (Fuente: INSEE [Consultar]) |     |    |    |     |     |     |     |